# Andy Gibb
Andrew Roy „Andy” Gibb (ur. 5 marca 1958 w Manchesterze, zm. 10 marca 1988 w Oksfordzie) – angielski piosenkarz, najmłodszy z braci Gibb, który rozpoczął swoją działalność pod koniec lat 70. XX w.

## Życiorys

### Wczesne lata
Był najmłodszym synem Hugh Gibba (1916-1992) i Barbary Gibb (z domu Pass; 1920-2016). Miał starszą siostrę Lesley Barbarę (ur. 1945) i trzech starszych braci – Barry’ego (ur. 1946), Robina (ur. 22 grudnia 1949, zm. 20 maja 2012) i Maurice’a (ur. 22 grudnia 1949, zm. 12 stycznia 2003). Kilka miesięcy po jego narodzeniu rodzina przeniosła się do Australii i osiedliła się w Redcliffe w stanie Queensland, niedaleko Brisbane.

### Kariera
Swoją karierę rozpoczął jako nastoletni muzyk w hiszpańskich klubach dla turystów na Ibizie. W 1975 roku powrócił do Australii i nagrał swój pierwszy singel „Words and Music” (1976). Dwa lata później odniósł spory sukces przebojem „I Just Want To Be Your Everything” (1977), do którego słowa napisał jego brat Barry. Jego debiutancki album Flowing Rivers (1977) znalazł się na amerykańskiej liście najlepiej sprzedających się płyt Top 20. Jego kolejny singel „Shadow Dancing” (1978) przez siedem tygodni utrzymywał się na miejscu pierwszym toplisty magazynu Billboard. W 1979 roku występował z takimi wykonawcami Rod Stewart, Bee Gees, ABBA i Olivia Newton-John.
Od 27 czerwca 1982 do 4 września 1983 roku występował na broadwayowskiej scenie Royale Theatre w roli Józefa w musicalu Andrew Lloyd Webber Józef i cudowny płaszcz snów w technikolorze (Joseph and the Amazing Technicolor Dreamcoat), zagrał w przedstawieniu Piraci z Penzance (The Pirates of Penzance) w Los Angeles, był gospodarzem programu muzycznego Solid Gold.

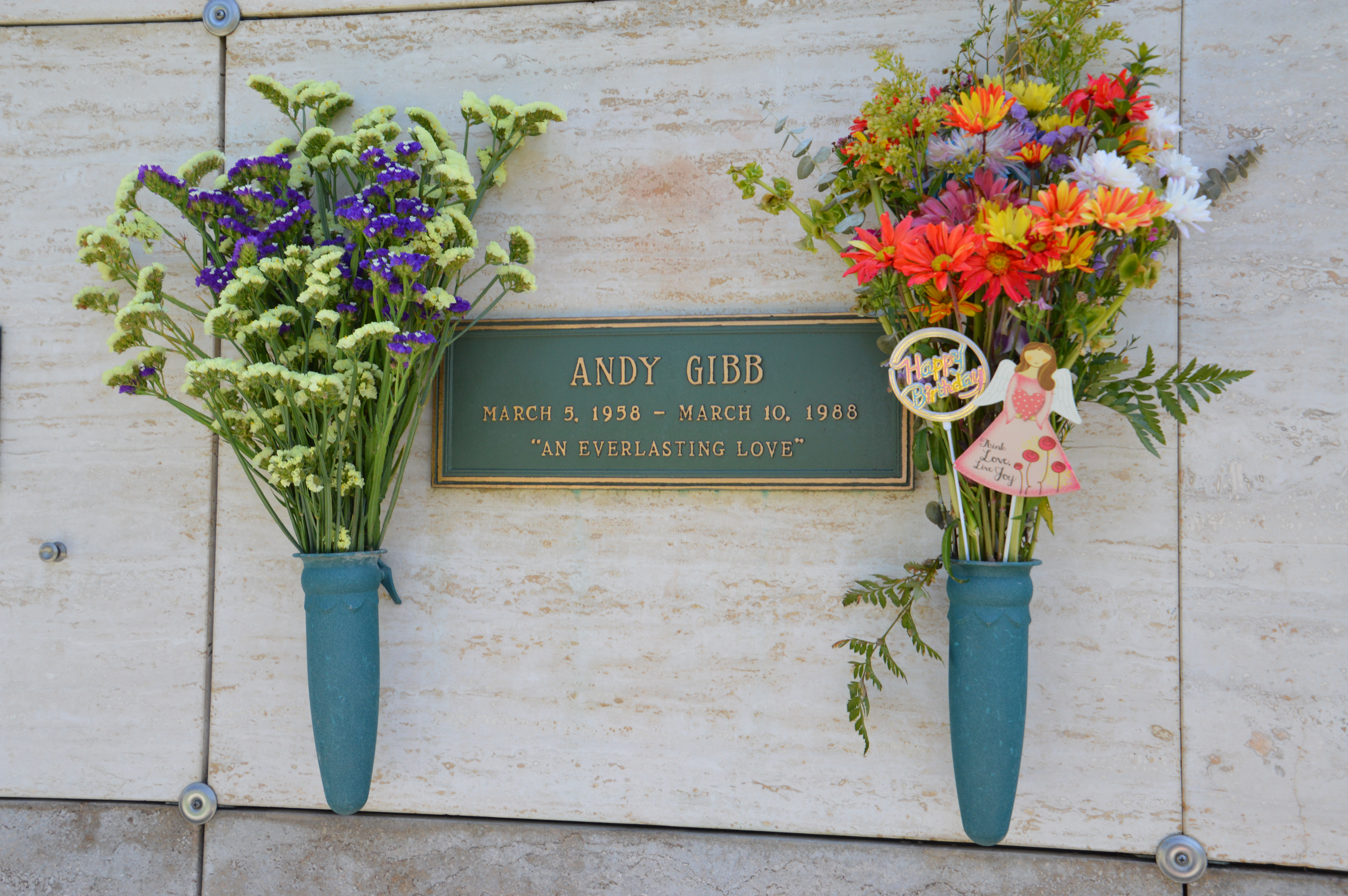
Nisza cmentarna muzyka

### Życie prywatne
11 lipca 1976 ożenił się z sekretarką Kim Loral Reeder, z którą miał córkę Petę Jaye (ur. 25 stycznia 1978). 15 stycznia 1978 rozwiódł się. Spotykał się z Marie Osmond, Susan George (1978), Victorią Principal (1981-1982), Tanyą Tucker (1982), Tai Babilonia (1982-83), Olivią Newton-John.
W 1985 roku leczył swoje uzależnienie od kokainy w Betty Ford Center na Rancho Mirage w stanie Kalifornia. Dwa lata potem w Miami zbankrutował (1987). Mając silny ból żołądka dniu 7 marca 1988 roku trafił do szpitala im. Johna Radcliffe’a w Oksfordzie. Trzy dni potem rano 10 marca zmarł w wieku trzydziestu lat. Powodem jego śmierci był zawał serca, spowodowany nadużywaniem alkoholu i kokainy. Jego ciało pochowano w Los Angeles w Forest Lawn Memorial Park (Hollywood Hills).

## Dyskografia

### albumy
- Flowing Rivers, RSO, 1977 (USA poz. 19)
- Shadow Dancing, RSO, 1978 (USA poz. 7)
- After Dark, RSO, 1980 (US poz. 21)
- Andy Gibb's Greatest Hits, RSO, 1980 (USA poz. 49)
- Andy Gibb, Polydor, 1991
- Andy Gibb: Millennium, Polydor, 2001

### single
- „Words and Music/Westfield Mansions” (Australia), ATA, 1976
- „I Just Want To Be Your Everything”, RSO, 1977 (USA poz. 1 przez 4 tygodnie) (Wielka Brytania poz. 26)
- „(Love Is) Thicker Than Water”, RSO, 1978 (USA poz. 1, przez 2 tygodnie)
- „Shadow Dancing”, RSO, 1978 (USA poz. 1, przez 7 tygodni)
- „An Everlasting Love”, RSO, 1978 (USA poz. 5) (Wielka Brytania poz. 10)
- „(Our Love) Don't Throw It All Away”, RSO, 1978 (USA poz. 9)
- „Desire”, RSO, 1980 (USA poz. 4)
- „I Can't Help It” (w duecie z Olivią Newton-John, RSO, 1980 (USA poz. 12)
- „Time Is Time”, RSO, 1980 (USA poz. 15)
- „Me (Without You)”, RSO, 1981 (USA poz. 40)
- „All I Have To Do Is Dream” (w duecie z Victorią Principal), RSO, 1981 (USA poz. 51)